# Goniophlebium longicaule
Goniophlebium longicaule là một loài dương xỉ trong họ Polypodiaceae. Loài này được F mô tả khoa học đầu tiên.
Danh pháp khoa học của loài này chưa được làm sáng tỏ. 